# Machico (freguesia)
Machico est une freguesia portugaise située dans la ville de homonyme, dans la région autonome de Madère.
Avec une superficie de 17,49 km2 et une population de 11 947 habitants (2001), la paroisse possède une densité de 683,1 hab/km2.